# Noyers (Yonne)
Noyers is een gemeente in het Franse departement Yonne (regio Bourgogne-Franche-Comté) en telt 741 inwoners (2005). De plaats maakt deel uit van het arrondissement Avallon. Het dorp ligt aan de Serein. Noyers is lid van Les Plus Beaux Villages de France.

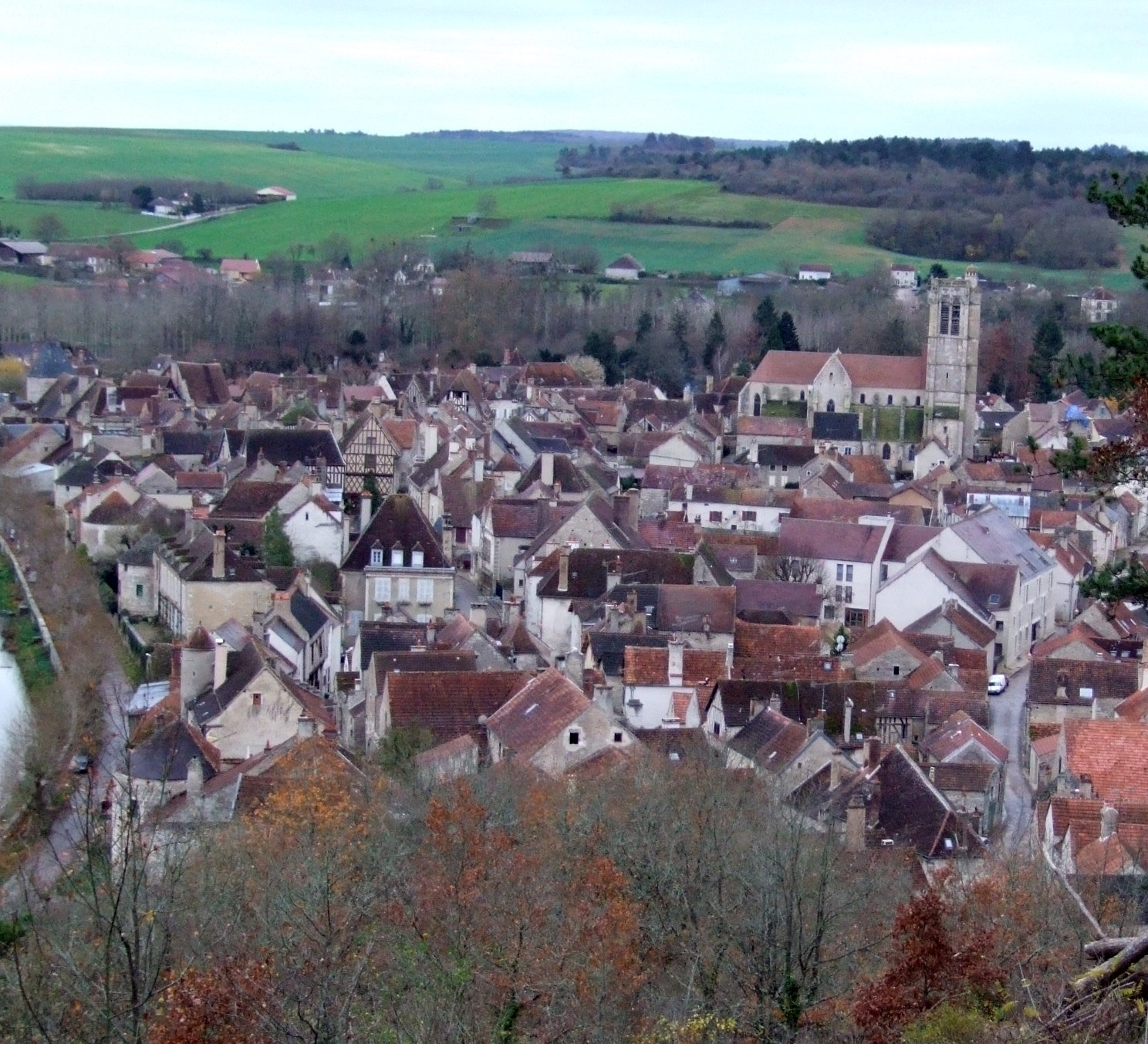
Zicht op Noyers

.

## Geografie
De oppervlakte van Noyers bedraagt 36,0 km², de bevolkingsdichtheid is 20,6 inwoners per km².
De onderstaande kaart toont de ligging van Noyers (Yonne) met de belangrijkste infrastructuur en aangrenzende gemeenten.

## Demografie
Onderstaande figuur toont het verloop van het inwonertal (bron: INSEE-tellingen).